# Флаг Львовской области
Флаг Льво́вской области (укр. Прапор Львівської області) является символом, который показывает историю и традиции Львовской области Украины.
Флаг области представляет собой прямоугольное полотно с соотношением сторон 3:2 синего цвета, в центре полотна изображение жёлтого (золотого) льва, увенчанного короной, взятого с герба Львовской области, но без скалы. Высота льва — 3/4 ширины флага, расстояние от верхнего и нижнего края полотнища — по 1/8 от ширины флага. Флаг односторонний, задняя сторона — зеркальное отображение передней.
Эталон флага области висит в кабинете главы областного совета.